# Friedrich Christian Reinhardt
Friedrich Christian Reinhardt, seit 1788 Edler von Reinhardt (* 13. Mai 1728 in Langensalza; † 23. August 1795 ebenda) war ein in den Reichsadelsstand erhobener kurfürstlich-sächsischer Akziserat und Kreissteuereinnehmer im Thüringischen Kreis sowie Bürgermeister der Stadt Langensalza.

## Leben
Er war einer von zwei Söhnen des Kauf- und Handelsmannes Georg Heinrich Reinhardt aus Langensalza und dessen Ehefrau Friedericke Salome geborene Moßburg. Sein Vater starb am 12. Mai 1753 während der Ostermesse in Leipzig im Alter von 57 Jahren. Zum damaligen Zeitpunkt war er vorsitzender Kämmerer (Oberkämmerer) des Rates in Langensalza. Er wurde am 15. Mai 1753 auf dem Johannisfriedhof in Leipzig beigesetzt. Zum damaligen Zeitpunkt war Friedrich Christian Reinhardt bereits als königlich-polnischer und kurfürstlich-sächsischer Generalakzisesekretär in Langensalza tätig. Später erhielt er das Amt eines Akziserates und Kreissteuereinnehmer im Thüringischen Kreis, der für die Einnahme der Tranksteuer und Imposte zuständig war, übertragen. Reinhardt nahm die Bürgermeistertochter Ludolphina Eloenorea geborene Hagenbruch zur Frau. Nach eigenen Angaben führte er als Grund für seine Bewerbung um die Verleihung des Adelstitels an, dass er mit adligen Familien der Region verwandt und vermögend sei.
Am 23. Februar 1788 kaufte Friedrich Christian Reinhardt bei der kaiserlichen Kanzlei von Joseph II. ein Adelsdiplom, das ihm und seinen Erben das Recht verlieh, die Titel Edler von Reinhardt und Reichsritter zu führen und das untengenannte Wappen zu tragen. Die Erhebung seiner Familie in den Adelsstand wurde am 22. September 1788 öffentlich im Kurfürstentum Sachsen bekannt gemacht. Sein am 18. Juni 1726 geborener älterer Bruder Johann Heinrich Reinhardt wurde wie der Vater Kauf- und Handelsmann in Langensalza und blieb bürgerlich, zumal er Mitte der 1760er Jahre am Hof des Herzogs von Sachsen-Gotha in Ungnade gefallen und in Gotha inhaftiert worden war und anschließend sich mehrere Jahre außer Landes in Wien aufhielt.
Als Friedrich Christian Edler von Reinhardt 1795 in Langensalza starb, hinterließ er den am 4. Dezember 1772 in Langensalza geborenen Sohn Friedrich Christian Edler von Reinhardt, der als Leutnant beim kursächsischen Garde du Corps diente und die Tochter Christiana Friedericka Eleonora von Usedom geborene Reinhardt.

## Wappen
Blasonierung: Schild geviert; 1 und 4 in Rot eine silberne, gestürzte Pflugschar; 2 und 3 in Silber ein blauer, ganzer Sparren, welcher von drei grünen, fallenden Blättern beseitet ist.